# Hoya rigida
Hoya rigida är en oleanderväxtart som beskrevs av Kerr. Hoya rigida ingår i släktet Hoya och familjen oleanderväxter. Inga underarter finns listade i Catalogue of Life.